# Фотий (Евтихеев)
Епи́скоп Фо́тий (в миру Иван Владимирович Евтихеев; 31 мая 1962, село Кировск, Алма-Атинская область) — архиерей Русской православной церкви, с 16 марта 2023 года — епископ Великоустюжский и Тотемский.

## Биография
Родился 31 мая 1962 года в семье Владимира Владимировича и Екатерины Ефимовны, где было девятеро детей.
Вскоре Евтихеевы переехали в Иркутск, где Иван Евтихеев окончил школу и получил первую рабочую профессию.
Из Иркутска призван на срочную службу в морские части пограничных войск.
После демобилизации поступил в Московскую духовную семинарию, которую окончил в 1988 году. В том же году продолжил обучение в Московской духовной академии (МДА).
21 августа 1990 года инспектором МДА архимандритом Сергием (Соколовым) был пострижен в монашество с именем Фотий в честь мученика Фотия.
28 августа 1990 года был рукоположён архиепископом Дмитровским Александром (Тимофеевым) во иеродиакона, а 9 сентября тем же преосвященным — во иеромонаха.
В 1992 году закончил МДА со степенью кандидата богословия, после чего был зачислен в штат преподавателей Московской духовной семинарии.
В 1994 году иеромонах Фотий направлен на преподавательскую работу в Тобольскую духовную семинарию. В то время это была единственная духовная школа от Урала до Камчатки. В 1994 назначен инспектором Тобольской духовной семинарии и возведён в сан игумена.
С 1997 по 2002 годы нёс послушание благочинного Тобольского округа Тобольско-Тюменской епархии. На протяжении нескольких лет создавал и окормлял православный приход в селе Горнослинкино.
В 2004—2006 годах являлся председателем Тобольской епархиальной комиссии по канонизации новомучеников и исповедников Российских.
С 2009 года перешёл в клир Иркутской епархии и был назначен ключарём Крестовоздвиженского храма города Иркутска, членом епархиального совета, благочинным 2-го городского Иркутского округа. Занимался восстановлением старинной православной часовни «Усыпальни» в рабочей окраине города.
В 2014 году заочно закончил филологическое отделение Нижневартовского государственного университета.
В 2014 году настоятель храма святого великомученика и целителя Пантелеимона города Иркутска.

### Архиерейство
25 декабря 2014 года решением Священного синода избран епископом новообразованной Югорской и Няганской епархии.
18 января 2015 года в крестовом храме в честь Владимирской иконы Божией Матери Патриаршей резиденции в Чистом переулке города Москвы состоялось наречение архимандрита Фотия во епископа Югорского и Няганского.
15 февраля 2015 года в храме Сретения Владимирской иконы Божией Матери Сретенского монастыря Москвы хиротонисан во епископа Югорского и Няганского. Хиротонию совершали: патриарх Московский и всея Руси Кирилл, митрополит Санкт-Петербургский и Ладожский Варсонофий (Судаков), митрополит Пермский и Кунгурский Мефодий (Немцов), митрополит Тульский и Ефремовский Алексий (Кутепов), митрополит Томский и Асиновский Ростислав (Девятов), митрополит Ханты-Мансийский и Сургутский Павел (Фокин), епископ Солнечногорский Сергий (Чашин).
16 марта 2023 года решением Священного синода Русской Православной Церкви (Журнал №6) назначен епископом Великоустюжским и Тотемским, управляющим Великоустюжской епархии (Вологодская митрополия).

## Награды
- Орден преподобного Сергия Радонежского III степени (31 мая 2022 года) — во внимание к трудам и в связи с отмечаемой знаменательной датой[9]